# Archivo General y Fotográfico de la Diputación de Valencia
El Archivo General y Fotográfico de la Diputación de Valencia es un archivo español con sede en la Ciudad de Valencia y pertenece a la Diputación de Valencia.

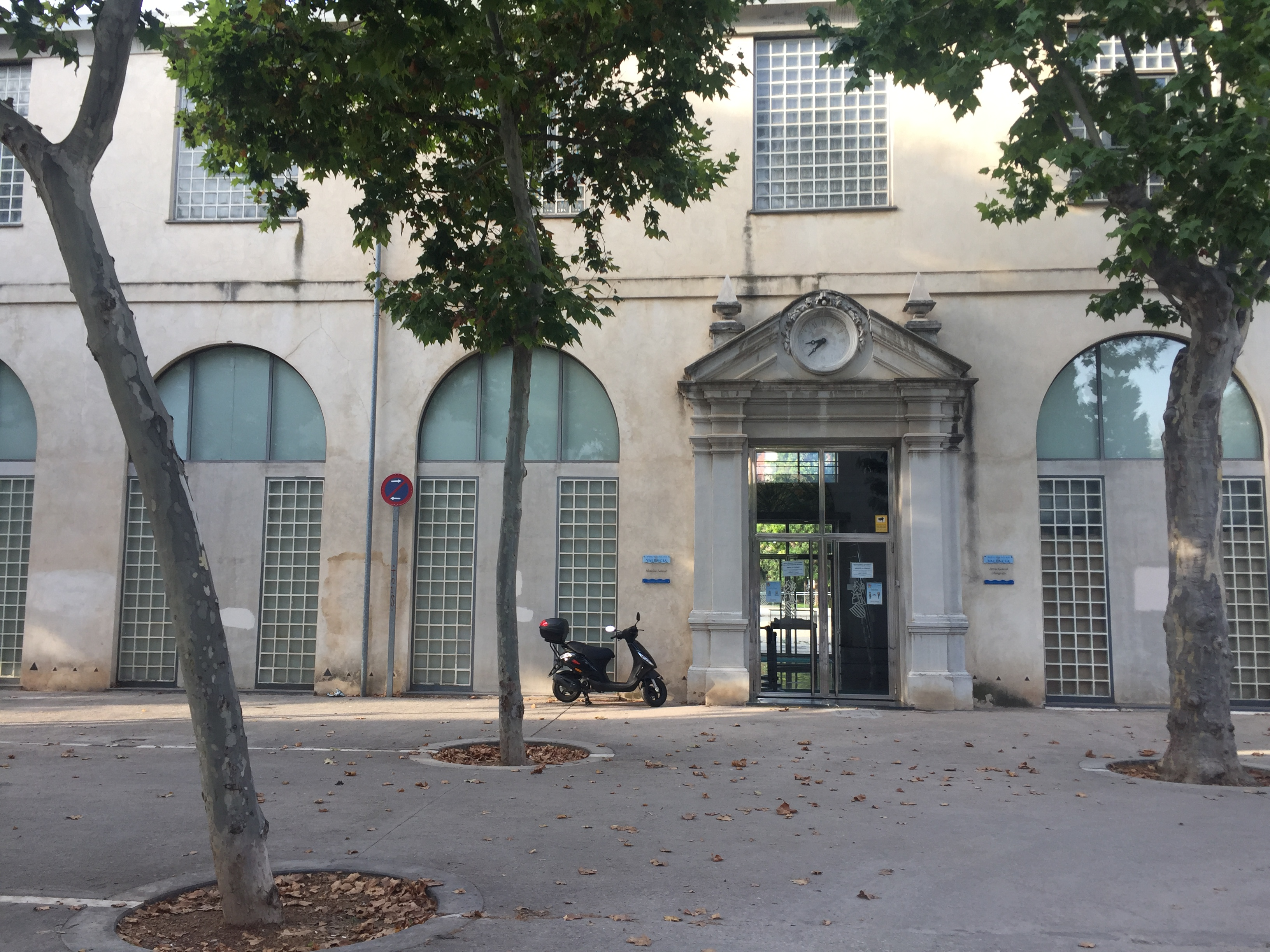
Archivo General y Fotográfico de la Diputación de Valencia

## Descripción
Es un archivo establecido a partir de la documentación emanada de la actividad corporativa de la Diputación de Valencia en 1812. La Ley General de Beneficencia de 20 de junio de 1849 dispondría que las diputaciones provinciales se hicieran cargo de los establecimientos de Beneficencia, lo que llevó al traslado de los archivos del Hospital en 1850 para su conservación y custodia en este archivo de la diputación, así como los archivos de la Casa de Beneficencia en 1858 y de la Casa de la Misericordia en 1868. Los tres centros, que con organización propia, depositarían su documentación en el archivo general en fondos separados.
En 1952 los archivos del Gobierno civil también se integraron, ya que ambas instituciones compartían edificio, y el decreto de 17 de diciembre por el que se suprimían las Juntas de Beneficencia permitiría también integrar el Archivo de la Junta Provincial de Beneficencia y los de instituciones que administraba como la de las Señoras Nobles, la administración de Quevedo, la Testamentaria de Almodóvar, etcétera, e incluso el propio archivo familiar de la duquesa de Almodóvar.
El Servicio Provincial de Inspección y Asesoramiento de las Corporaciones Locales que estuvo funcionando entre 1945-1973, desarrollaba mediante las gestoras municipales, la política de los ayuntamientos. Con la llegada de la democracia a España carecía de sentido por lo que la documentación generada acabó también en el archivo.
Cabe destacar también que en 1854-1855 con la construcción del Canal de la Albufera, la documentación sobre el mismo, de los dos primeros años de existencia de la sociedad, se conserva también en un fondo independiente en el propio Archivo General y Fotográfico de la Diputación de Valencia.

## Historia
En 1812 se fecha la creación de las diputaciones provinciales con el marco legal que ofrecía la Constitución de Cádiz de 1812, y con la creación de estas diputaciones también se empezaron a crear sus archivos, salvo que ya los tuvieran. Archivos pero que no tuvieron todavía una sede fija y en el caso de la ciudad de Valencia iría itinerante, hasta que en 1813 se instalaría en el ala de las Cortes del Palacio de la Generalidad, compartiendo edificio con la Audiencia hasta 1814 cuando se cesaron sus actividades con la supresión de las diputaciones.
El 7 de marzo de 1820 se restablecieron las diputaciones, y la Diputación de Valencia celebraría su primera sesión el 14 de marzo en Capitanía General, hasta el 20 de abril que tendría ya sede propia. A lo largo del itinerario se había llegado a reunir también en el Colegio del Corpus Christi. Pero en 1823 por orden real se dispuso el traslado inmediato de la Audiencia del Palacio de la Generalidad, pero cuando ya era inminente, con la entrada de las tropas absolutistas en la capital, la Audiencia no se trasladó y la Diputación de Valencia quedó disuelta.
El Real Decreto de 21 de septiembre de 1835, restablecería de nuevo las diputaciones provinciales de forma definitiva, y se constituyó la de Valencia el 11 de octubre de 1836, que se ubicaría en aquellos momentos en la antigua casa profesa de la Compañía de Jesús, donde permanecería sufriendo varias vicisitudes hasta 1865. Hasta que se trasladó ese mismo año al antiguo Palacio del Temple junto con Gobierno Civil, Delegación de Hacienda y otras oficinas. El archivo se instalaría como una oficina más en ese nuevo emplazamiento.
Después de varios intentos legítimos de recuperar su antigua sede en el Palacio de la Generalidad, no sería hasta el 23 de mayo de 1923 que la recuperaría definitivamente en acto de entrega y haciendo que la Audiencia desalojara el Palacio. Pero el estado del edificio era de gran abandono y ruina, a pesar del gran valor histórico y artístico de la construcción, y el edificio de arquitectura gótica con notables huellas renacentistas tuvo que ser restaurado y ampliado, obras que culminarían 1952 y la Diputación pudo finalmente instalarse en el Palacio de la Generalidad.
El archivo no fue totalmente trasladado al Palacio de la Generalidad, y los fondos de Diputación permanecieron en el Palacio del Templo (Censo, Primera Enseñanza…), y otros fondos se trasladarán a los sótanos del Colegio de Sordomudos (Carreteras, Quintas…). Pero sí se fijó el emplazamiento del archivo en la planta tercera y cuarta del antiguo torreón del Palacio. Emplazamiento con problemas estructurales por sobrecarga que supuso la instalación tanto de las oficinas como la sala que albergaba los fondos documentales, donde hubo que reforzar las viejas vigas de madera.
En 1976 la Diputación decidió que no podía continuar con los fondos dispersos y en condiciones inadecuadas así que decidió ocupar como nueva sede del Archivo de la Corporación, unos locales en el Convento de la Trinidad. Convento fundado por la reina María de Castilla, esposa de Alfonso V de Aragón, en 1446, y que está constituido por un conjunto de edificaciones que comprende una iglesia y un claustro góticos además de numerosas dependencias. Es así que en 1978 se procedió a arrendar a las monjas que habitaban el Convento de Religiosas Franciscanas Clarisas unas dependencias que se acondicionaron como oficinas y depósitos documentales, con entrada independiente por el número 5 de la calle Alboraya. En 1980 se inició el traslado y la organización de toda la documentación que había permanecido dispersa y desordenada.
Aunque en 1985 se amplió el archivo, arrendando más espacio a la misma congregación religiosa, en 1992 la Corporación procedió a la rehabilitación del Pabellón de Privados del Sanatorio Psiquiátrico Padre Jofré, instalado en el antiguo Convento de Religiosos Franciscanos de Santa María de Jesús, con una superficie de unos 2.700 metros cuadrados, con unos terrenos de 7.000 metros cuadrados para ajardinamiento, situado en la calle Beat Nicolau Factor, número 1, de la ciudad de Valencia. Este local contaría con todos los medios que garantizarían la conservación y pervivencia del archivo en cuanto a seguridad, control de temperatura y humedad, etcétera. Y este edificio sigue siendo en la actualidad la sede del Archivo General y Fotográfico de la Diputación de Valencia.

## Fondos
Existía un cuadro de clasificación realizado con base en un reglamento interior de 1906 que distribuía las competencias de la Diputación de Valencia en secciones administrativas. Como en el transcurso de los años se habían producido muchas variaciones (competencias desaparecidas y otras desarrolladas de nuevo), se acabó procediendo en estos años a realizar una clasificación de tipo orgánico-funcional, en la que se reflejaría la estructura orgánica de la institución y, además, las funciones, lográndose de esta manera una continuidad en las series documentales, produciendo el cuadro de clasificación todavía vigente y ampliado en la actualidad.

### Fondos documentales
| - Diputación de Valencia (1699 -) Organismos e Institucions beneficoasistenciales y sanitarias - Hospital General (1410 - 2009) - Casa Misericordia (1673 - 1981) - Casa Beneficencia (1820 - 1981) Otros organismos e instituciones públicas - Gobierno Civil (1739 - 1958) - Junta Provincial de Beneficencia (1507 - 1897) - Servicio de Inspección y Asesoramiento - Corporaciones Locales (1945 - 1973) Fondos privados - Duquesa de Almodóvar (1246 - 1813) - Canal de la Albufera (1855 - 1856) | Colecciones fotográficas - Colección Sarthou (1902 - 1945) - Colección Cardona (1905 - 1930) - Colección Sanchís (1945 - 1970) - Colección Cháfer (1915 - 1916) - Colección Santiago Ponce (1900 - 1949) - Colección Ferran Belda (1917 - 1950) - Colección Gamón (1899 - 1910) - Colección Boldún (1888 - 1960) - Colección Parés (1914) - Colección Roglà (1913) - Colección Corbín (1890 - 2005) - Colección FOAT (1964-1985) - Colección Turismo práctico (1920) - Colección Visita turística a València (1915) Publicaciones - Colección Alcántara "Ribalta" - Colección Janini (1914) - Colección Pla (1965) - Colección Jarque (1982 - 1995) Colecciones factícias - València capital i Província (1913 - 1960) | Fondos fotográficos - Fondos Diputación de Valencia (1952-1979) - Colección Sarthou (1902-1945) - Colección Cardona (1905-1930) - Colección Sanchís (1945-1970) - Colección Cháfer (1915-1916) - Colección Santiago Ponce (1900-1949) - Colección Ferran Belda (1917-1950) - Colección Gamón (1899-1910) - Colección Boldún (1888-1960) - Colección Parés (1914) - Colección Roglà (1913) - Colección Corbín (1890-2005) - Colección Fotografia Aèria i Terrestre (1964-1985) - Colección Turismo Práctico (1920) - Visita turística a València (1915) - Colección Alcántara "Ribalta" - Colección Janini (1914) - Colección Pla (1965) - Colección Jarque (1982-1995) - Valencia capital y Provincia (1913-1960) |

Respecto a las fotografías conservadas, las más antiguas datan de 1861 (una imagen de la plaza de toros de Valencia recién construida). Destacan las fotografías del reportaje de Antonio García realizado en 1886 con ocasión de las honras fúnebres de Alfonso XII.
De la primera mitad del siglo XX destacan las imágenes del álbum de la Casa de la Misericordia (1907), obra de Vicente Barberá Masip, así como las fotografías de actores y actrices del Teatro Principal, las imágenes sobre la Casa de Beneficencia o sobre la llegadaa Valencia de los restos mortales de Vicente Blasco Ibáñez en 1933.
De la segunda mitad destacan las imágenes de las misiones folclóricas realizadas por la Institución Alfonso el Magnánimo (1949-1958), la inauguración del Palacio de la Generalidad, en 1952, y del Hospital General, en 1962, así como las vistas áreas de los pueblos de la provincia obtenidas en 1977.
En conjunto, este fondo alcanza las 7.000 fotografías que, en gran parte, están en proceso de organización y digitalización.